# 平炉炼钢法

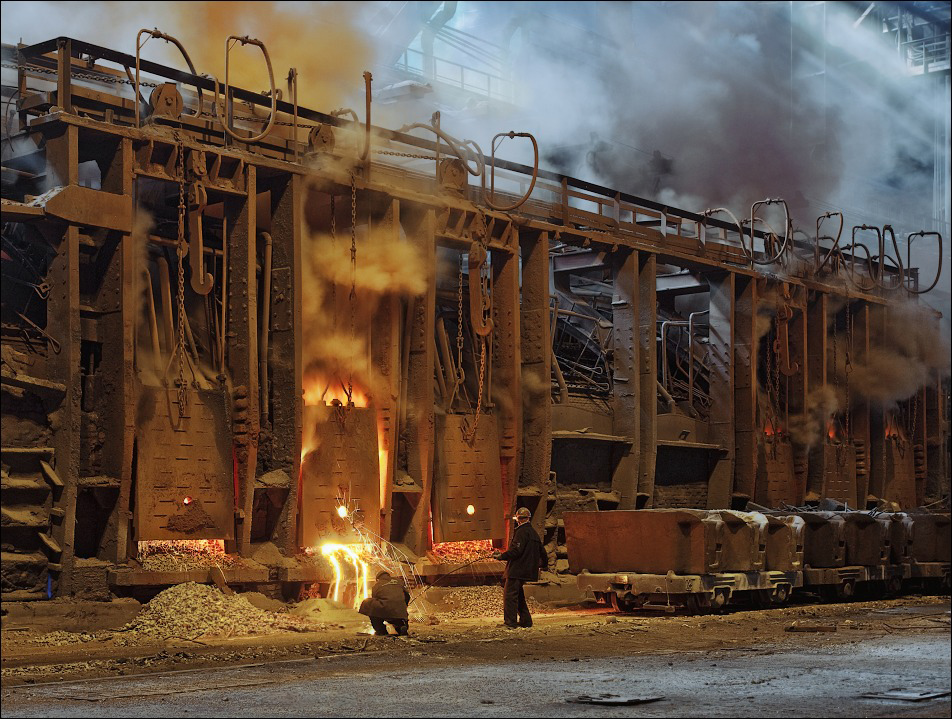
攝於2012年，烏克蘭的爐膛平爐工人採集鋼樣本

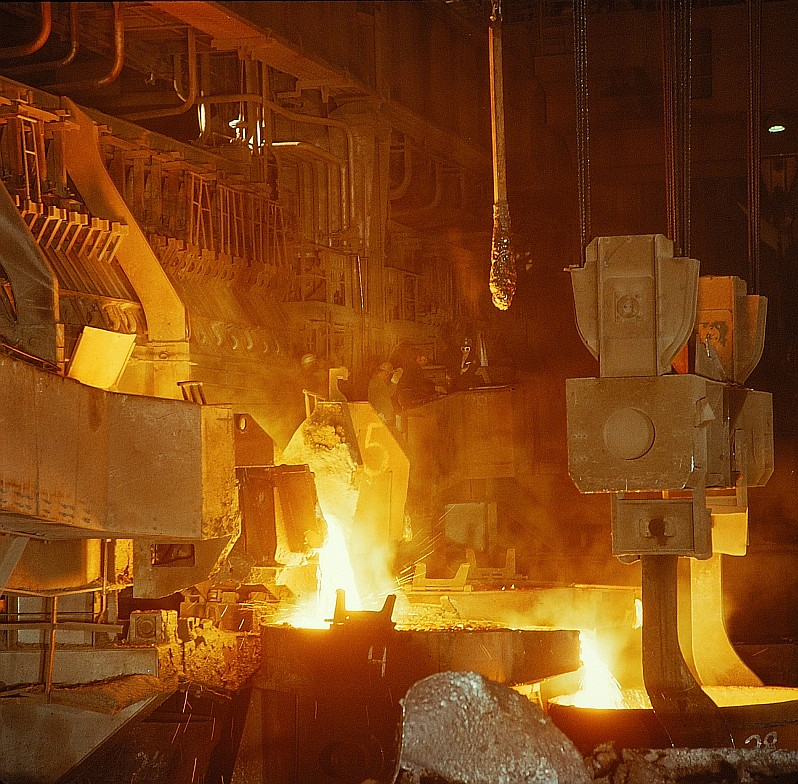
平炉出钢，德国，攝於1982年

平炉炼钢法是用平炉炼钢的工艺。1865年，法国工程师马丁利用西门子发明的火焰炉发展出炼钢工艺，被称为“西门子－马丁过程”，该炼钢炉称为平炉。该工艺在当时优于贝塞麦转炉炼钢法，被广泛使用。到了1990年代该法基本被纯氧顶吹转炉炼钢法和电弧炉炼钢法取代。
平炉的原型出现于8世纪的西班牙。19世纪中期才实现大规模工业化应用。